# Hugo Marcus
Hugo «Hamid» Marcus (Posen, Reino de Prusia, 6 de julio de 1880 -  Basilea, Suiza, 18 de abril de 1966) fue un escritor e intelectual alemán en Berlín durante el período de Weimar, que se convirtió al Islam y dio forma a la vida comunitaria como director gerente de la mezquita de Wilmersdorf. 

## Vida
Hugo Marcus nació en Posen, hijo del matrimonio Joseph Marcus y Cäcilie Hepner. En 1903 llegó a Berlín, donde estudió filosofía en la Friedrich-Wilhelms-Universität. Allí también defendió los derechos de los homosexuales en el comité científico-humanitario de su amigo Magnus Hirschfeld y trabajó en la revista pacifista Das Ziel de Kurt Hiller. Al principio tuvo un gran éxito con libros filosóficos y espirituales, que escribió como miembro del Círculo de George. En 1908 publicó su tesis doctoral. A principios de la década de 1920 se convirtió al Islam, que en ese momento inspiraba a muchos artistas en Berlín, y desde entonces se llamó ‹Hamid›. 
De 1923 a 1938 Hugo Marcus fue el síndico de la mezquita de Wilmersdorfer, en ese momento la única mezquita en Alemania. Dirigió la revista Moslemische Revue, tradujo el Corán al alemán, incluso fue presidente de la Sociedad Musulmana Alemana de 1930 a 1935 y, al mismo tiempo, siempre fue miembro de la comunidad judía, ya que no veía contradicciones entre estas dos religiones.
En 1938, con la ayuda de la comunidad musulmana, escapó al exilio en Suiza, en Oberwil, donde sobrevivió a la guerra. Después de la guerra, continuó escribiendo para Der Kreis, una revista gay de renombre internacional, bajo el seudónimo de Hans Alienus.
Su hermano, Richard Marcus (1883-1933), era jefe de distrito en Sajonia.

## Obra
- Das Frühlingsglück (1901)
- Meditationen (1904)
- Musikästhetische Betrachtungen (1906)
- Das Tor dröhnt zu (Berlin 1915)
- Lord Byrons Jugendtraum (Leipzig 1925)
- Metaphysik der Gerechtigkeit (Basel 1947)
- Rechtswelt und Ästhetik (Bonn 1952)
- Die Ideistik (Basel 1958)
- Die Fundamente der Wirklichkeit als Regulatoren der Sprache (Bonn 1960)
- Einer sucht den Freund (Heidelberg 1961)